# Balor
Balor eller Balar var i keltisk mytologi kung över fomorianerna, ett folk av jättar.
I de irländska berättelserna fördriver en ny befolkning den gamla och Balor utgör en imponerande, om än primitiv, bakgrundsgestalt till dessa berättelser.
Balors främsta vapen var hans öga. Det ena hade han förlorat när han sett druidernas ritualer och fått gift i ögat. Hans andra öga hade förmågan att döda med en blick. Det ska ha krävts fyra män för att lyfta ögonlocket, så att hans dödande blick kunde blottas och med sin magiska energi förgöra hela krigshärar. Han försatte Irland i skräck till dess Lugh besegrade honom.